# Хауърд Лъвкрафт
Хауърд Филипс Лъвкрафт (на английски: Howard Phillips Lovecraft) е американски писател на ужаси и фантастика.

## Биография
Хауърд Филипс Лъвкрафт е роден в Провидънс и живее там през почти целия си живот. Той започва да пише още на седем години. В училище има влечение към науката и издава ръкописни списания на тема природни науки. Лъвкрафт не постъпва в университет, поради проблеми със здравето. Първата му публикация е разказът „Алхимик“.

Писател, критик и есеист, определян като най-значимия американски „свръхестественик“ след Едгар Алън По, Хауърд Филипс Лъвкрафт е едно от големите имена в литературата на ужаса през ХХ век. Освен в художественото си творчество, идеите си за литературния ужас Лъвкрафт оповестява в богатата си кореспонденция с писатели-съмишленици и най-вече в есето „Свръхестественият ужас в литературата“ – пространна и богата на идеи разработка, публикувана през 1927 година. Тук Лъвкрафт аргументира понятието „космически страх“ (cosmic fear) и разкрива ролята му в литературата. В основата на идеята за „космическия страх“ авторът поставя представата за необятността и непознаваемостта на света, носеща импулсите на архетипния страх от величието на космическия цикъл: 
| „ | Най-старото и силно човешко чувство е страхът, а най-старият и силен страх е страхът от непознатото. | “ |

Експлоатирането на похватите и стилистиката на сензационното (обстоятелство, характеризиращо го като типичен за епохата си автор), съчетано с основано на богат философски пласт литературно „митотворчество“, са характерологичните черти на почерка на Лъвкрафт. Идеята за космическия страх е извор на смисъла в творбите му от така наречения „Ктхулу цикъл“ – най-известният и значителен в художествено отношение дял от творчеството на писателя. В разкази и новели като „Дагон“ (1919), „Плъхове в стените“ (1924), „Кошмарът в Дънуич“ (1929), „Шепнещият в тъмнината“ (1931), „Обитателят на мрака“ (1936), „Сянка над Инсмут“ (1936), „Из планините на безумието“ (1936) и особено “Зовът на Ктхулу“ (1927) Лъвкрафт съгражда цялостен художествен модел, съставен от единосъщни теми, топоси, образи, герои, и подчинен на основополагащата идея за надвисналите над човешките селения злонамерени сили, дошли в древни времена от дълбините на Вселената. Според Лъвкрафт човекът е просто мимолетен обитател на един необятен и неопознат свят – отвъд булото на спокойствие и самоувереност, обвило човешкото съзнание, се крие познанието за ужасяващата и неизмерима мощ на космическия цикъл. Героят-разказвач в „Зовът на Ктхулу“ твърди: 
| „ | Ние живеем на спокойно островче на невежеството, издигащо се сред черния океан на безкрая. | “ |

### Разкази, повести и романи
- Малка стъклена бутилка (The Little Glass Bottle) – 1897
- Потайната пещера (The Secret Cave) – 1898
- Загадъчният кораб (The Mysterious Ship) – 1902
- Звярът в пещерата (The Beast in the Cave) – 21 април 1905
- Алхимик (The Alchemist) – 1908
- Криптата (The Tomb) – юни 1917
- Дагон (Dagon) – юли 1917
- Спомените на доктор Самюел Джонсън (A Reminiscence of Dr. Samuel Johnson) – 1917
- Сладката Ерменгард (Sweet Ermengarde) – 1917
- Полярна звезда или Поларис (Polaris) – май 1918
- Зад стената на съня (Beyond the Wall of Sleep) – 1919
- Памет (Memory) – 1919
- Старото бясно куче (Old Bugs) – 1919
- Перевъплъщението на Хуан Ромеро (The Transition of Juan Romero) – 16 септември 1919
- Белият кораб (The White Ship) – ноември 1919
- Гибелта се спуска над Сарнат (The Doom That Came to Sarnath) – 3 декември 1919
- Показанията на Рандолф Картър (The Statement of Randolph Carter) – декември 1919
- Картина в къщата (The Picture in the House) – 12 декември 1919
- Страшният старец (The Terrible Old Man) – 28 януари 1920
- Дървото (The Tree) – 1920
- Котките на Ултар (The Cats of Ulthar) – 15 юни 1920
- Храмът (The Temple) – 1920
- Някои факти за покойния Артър Джермин и неговото семейство (Facts Concerning the Late Arthur Jermyn and His Family)
- Улицата (The Street) – 1920(?)
- Селефаис (Celephais) – ноември 1920
- От отвъд (From Beyond) – 16 ноември 1920
- Нярлатотеп (Nyarlathotep) – декември 1920
- Забвение (Ex Oblivione) – 1920 – 1921
- Безименният град (The Nameless City) – януари 1921
- В търсене на Иранон (The Quest of Iranon) – 28 февруари 1921
- Лунното блато (The Moon-Bog) – март 1921
- Аутсайдер (The Outsider) – 1921
- Други богове (The Other Gods) – 14 август 1921
- Музиката на Ерих Цан (The Music of Erich Zann) – декември 1921
- Хърбърт Уест - съживителят на мъртвите (Herbert West-Reanimator) – септември 1921 – 1922
- Хипноза (Hypnos) – март 1922
- Какво ни носи луната (What the Moon Brings) – 5 юни 1922
- Азатот (Azathoth) – юни 1922
- Кучето (The Hound) – септември 1922
- Дебнещият страх (The Lurking Fear) – ноември 1922
- Плъховете в стените (The Rats in the Walls) – август-септември 1923
- Неназовимото (The Unnamable) – септември 1923
- Фестивал (The Festival) – октомври 1923
- Запустелият дом или Изоставената къща (The Shunned House) – 16 – 19 октомври 1924
- Ужас в Ред Хук (The Horror at Red Hook) – 1 – 2 август 1925
- Той (He) – 11 август 1925
- В криптата (In the Vault) – 18 септември 1925
- Потомък (The Descendant) – 1926(?)
- Прохладен въздух (Cool Air) – март 1926
- Зовът на Ктхулу (The Call of Cthulhu) – лятото на 1926
- Моделът на Пикман (Pickman’s Model) – 1926
- Сребърният ключ (The Silver Key) – 1926
- Загадъчният дом в мъглата (The Strange High House in the Mist) – 9 ноември 1926
- В търсене на незнайния Кадат (The Dream-Quest of Unknown Kadath) – есента на (?) 1926 – 22 януари 1927
- Случаят с Чарлз Декстър Уорд (The Case of Charles Dexter Ward) – януари-1 март 1927
- Цветът от космоса (The Colour Out of Space) – март 1927
- Много стари хора (The Very Old Folk) – 2 ноември 1927
- Нещо в лунна светлина (The Thing in the Moonlight) – 25 ноември 1927 (?1934)
- Историята на Некрономикона (History of the Necronomicon) – 1927, 1928
- Кошмарът в Дънуич (The Dunwich Horror) – лятото на 1928
- Шепнещият в тъмнината (The Whisperer in Darkness) – 24 февруари-26 септември 1930
- Планините на безумието (At the Mountains of Madness) – февруари-22 март 1931
- Сянка над Инсмут (The Shadow Over Innsmouth) – ноември(?)-3 декември 1931
- Сънища в къщата на вещиците (The Dreams in the Witch-House) – януари-28 февруари 1932
- Нещото на прага (The Thing on the Doorstep) – 21 – 24 август 1933
- Злият свещенослужител (The Evil Clergyman) – октомври 1933 (?1937)
- Книгата (The Book) – края на 1933(?)
- Сянка от безвремието (The Shadow Out of Time) – ноември 1934-март 1935
- Обитателят на мрака (The Haunter of the Dark) – ноември 1935

### Творби, написани в съавторство
- Зелената ливада (The Green Meadow) – 1918 – 1919 – с Winifred V. Jackson
- Поезия и богове (Poetry and the Gods) – 1920 – с Anna Helen Crofts
- Пълзящият хаос (The Crawling Chaos) – 1920 – 1921 – с Winifred V. Jackson
- Ужас на плажа „Мартин“ (The Horror at Martin’s Beach) – юни 1922 – с Sonia H.Greene
- Пепел (Ashes) – 1923 – с C. M. Eddy, Jr.
- Поглъщащият призраци (The Ghost-Eater) – 1923 – с C. M. Eddy, Jr.
- Любимият мъртвец (The Loved Dead) – 1923 – с C. M. Eddy, Jr.
- Затворен с фараони (Imprisoned with the Pharaohs) – февруари-март 1924 – с Хари Худини
- Глух, ням и сляп (Deaf, Dumb, and Blind) – април 1925 г. – с C. M. Eddy, Jr.
- Две черни бутилки (Two Black Bottles) – юли-октомври 1926 – с Wilfred Blanch Talman
- Последният опит (The Last Test) – 1927 – с Adolphe de Castro
- Проклятието на Ийг (The Curse of Yig) – 1928 – ‘‘със Зелия Бишъп’’
- Електрически палач (The Electric Executioner) – 1929(?) – с Adolphe de Castro
- Могилата (The Mound) – декември 1929-началото на 1930 – ‘‘със Зелия Бишъп’’
- Къдриците на Медуза (Medusa’s Coil) – май 1930 – ‘‘със Зелия Бишъп’’
- Клопка (The Trap) – края на 1931 – с Henry S. Whitehead
- Човекът от камък (The Man of Stone) – 1932 – с Hazel Heald
- Ужас в музея (The Horror in the Museum) – октомври 1932 – с Hazel Heald
- През вратите на сребърния ключ (Through the Gates of the Silver Key) – октомври 1932-април 1933 – с E. Hoffmann Price
- Крилатата смърт (Winged Death) – 1933 – с Hazel Heald
- От дълбините на вековете (Out of the Aeons) – 1933 – с Hazel Heald
- Ужас в гробището (The Horror in the Burying-Ground) – 1933 – 1935 – с Hazel Heald
- Дървото на хълма (The Tree on the Hill) – май 1934 – с Duane W. Rimel
- Битката в края на столетието (The Battle that Ended the Century) – юни 1934 – с R. H. Barlow
- Оцелелият след човечеството (Till A’the Seas) – януари 1935 – с R. H. Barlow
- Колапсиращ космос (Collapsing Cosmoses) – юни 1935 – с R. H. Barlow
- Предизвикателство от отвъдното (The Challenge from Beyond) – август 1935 – с C.L.Moore, A.Merritt, Robert E.Howard, и Frank Belknap Long
- Ексхумация (The Disinterment) – септември 1935 – с Duane W. Rimel
- Дневникът на Алонсо Тайпър (The Diary of Alonzo Typer) – октомври 1935 – с William Lumley
- В стените на Ерикс (In the Walls of Eryx) – януари 1936 – с Kenneth Sterling
- Нощен океан (The Night Ocean) – есента(?) на 1936 – с R.H.Barlow

### Творби, довършени отОгъст Дърлетслед смъртта на Х.Ф. Лъвкрафт
- Дебнещият на прага (The Lurker at the Threshold) – 1945
- Оцелелият или Наследникът (The survivor) – 1954
- Капандурата (The gable window) – 1957
- Лампата на Алхазред (The Lamp of Alhazred) – 1957
- Сянка от космоса (The Shadow Out Of Space) – 1957
- Денят на Уентуърт (Wentworth’s Day) – 1957
- Наследството на Пибоди (The Peabody Heritage) – 1957
- Предшественик (The Ancestor) – 1957
- Заключената стая (The shuttered room) – 1959
- Рибарят от Соколовия нос (The Fisherman of Falcon Point) – 1959
- Тъмното братство (The Dark Brotherhood) – 1959
- Сянка в мансардата (The Shadow In the Attic) – 1959
- Вещерска празнота (Witches' Hollow) – 1962
- Ужас в средата на участъка (The horror from the middle span) – 1967
- „Наблюдаващите отвън“ (The Watchers out of Time) – 1972
- „Глината на Инсмут“ (Innsmouth Clay) – 1972

### Поезия
- „Гъби от Югот“ (Fungi from Yuggoth)
- „Древна следа“ (The Ancient Track)

### Други
- Свръхестественият ужас в литературата (Supernatural Horror in Literature) – ноември 1925 – май 1927

## Компютърни игри, вдъхновени от творчеството на Лъвкрафт
- Call of Cthulhu: Dark Corners of the Earth
- The New Adventures of Sherlock Holmes: The Awakened
- Alone in the Dark
- Quake
- Amnesia: The Dark Descent
- Moons of Madness
- The Sinking City

## Филми
Базирани по мотиви или част от творби на Лъвкрафт:
- Дагон (Dagon)
- Некрономикон (H.P. Lovecraft's Necronomicon)
- Злите мъртви (Evil Dead)
- В бездната на лудостта (In the Mouth of Madness)
- Сънища в къщата на вещиците (H.P. Lovecraft’s Dreams in the Witch-House)
- Бонанза (разказ на Любомир Николов в Мегаира 2)
- Гримоар/Прокълната книга - книга-игра на Любомир Николов